# Die beiden Ziegen

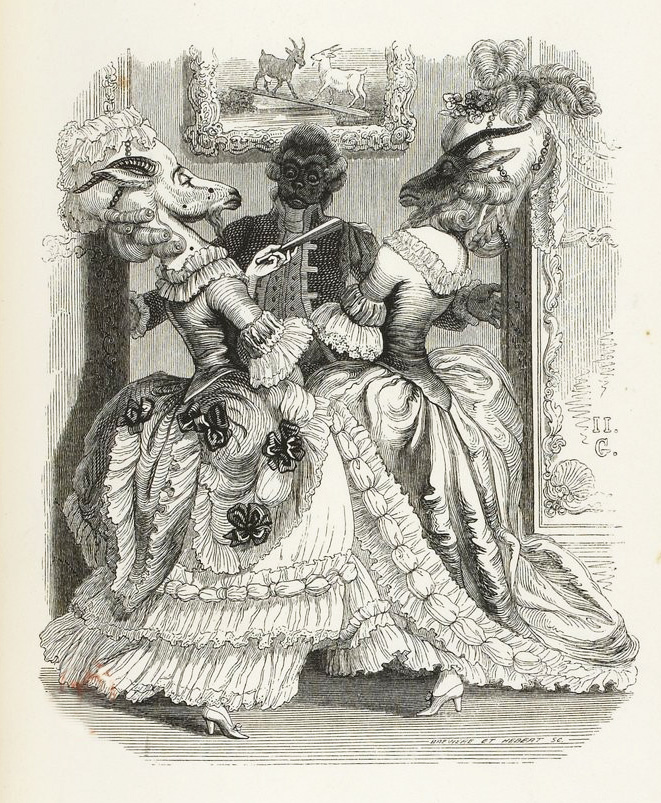
Grandville: Les Deux Chèvres

Die beiden Ziegen (franz. Les Deux Chèvres) ist die vierte Fabel im zwölften Buch der Fabelsammlung Fables Choisies, Mises En Vers des französischen Fabeldichters Jean de La Fontaine. Die Quelle liegt wahrscheinlich bei Plinius dem Älteren.
Die Fabel scheint auf den ersten Blick eine banale Geschichte von zwei Ziegen zu sein, die sich frontal in der Mitte eines schmalen Stegs, der über einen Bach führt, treffen. Da keine der Ziegen zurückgehen möchte, um der anderen den Vortritt zu überlassen, kämpfen sie gegeneinander und fallen schließlich beide ins Wasser. Durch eine Reihe von schnell wechselnden Bildern enthüllt der Fabulist einen multiplen Transformationsprozess der Protagonisten – die Umwandlung der Ziegen in Menschen und wieder zurück. La Fontaine vermittelt den steten Eindruck, dass es sich um Frauen und nicht um Ziegen handelt, um den Vergleich von den Königen mit Tieren zu kaschieren.

## Interpretation
Der Dichter stellt eingangs unter Bezugnahme auf ihr Grasen fest, dass die Ziegen Tiere sind, und wenn ihre Bäuche voll sind, sie sich törichtem Verhalten hingeben. Sofort nach dem ersten Satz vergleicht La Fontaine sie mit Frauen, aber abenteuerlustigen Frauen: Ein gewisser Sinn nach Freiheit lässt sie ihr Glück suchen, sie machen eine Reise, mit esprit de liberté wird ihre Abneigung angezeigt, auf ihre Weide beschränkt zu sein. Esprit impliziert außerdem Witz und Intelligenz. Durch indirekte Sprache und in Zyklen bezieht sich der Dichter mittels Naturbildern (ein Felsen, ein Berg mit drohenden Klippen) auf zwei raffinierte Damen, die sich ihrer malerischen Schönheiten bewusst sind, aber durch ihre abweisende Art ihre blasierte Langeweile anzeigen. Das Bild der Ziegen als Gesellschaftsdamen ist also implizit bereits vorhanden, bevor der Dichter den Begriff dames verwendet. Das Wortspiel in caprices (deutsch: Kaprize, abgeleitet vom lateinischen Wort für Ziege, „capres“) erinnert wiederum, dass sie Ziegen sind, es deutet auf ihre Willkür hin und auf die mutwillige Torheit, die am Ende des Gedichts zu ihrem Unbehagen führen wird.

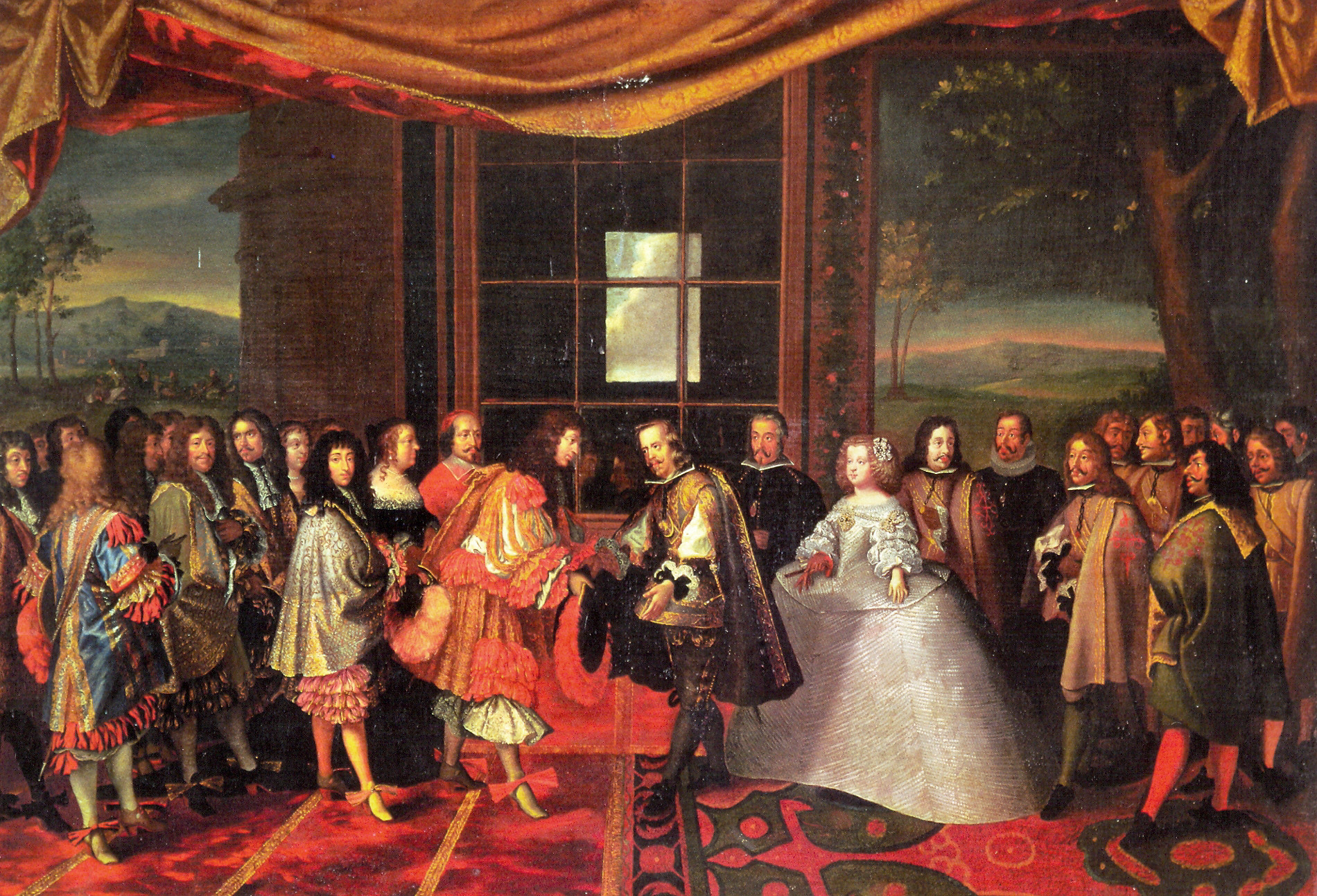
Ludwig XIV. von Frankreich und Philippe IV. von Spanien auf der Île des Faisans im Jahr 1659. Rechts die Tochter von Philippe IV., die zukünftige Königin von Frankreich.

Während sich die beiden Ziegen aufeinander zubewegen, wird das Tierporträt beibehalten durch „patte blanche“ (weißer Huf), ein häufiges Unterscheidungsmerkmal in Fabeln und allgemein in Märchen. Als sie den Bach erreichen, werden die Ziegen zu „Amazonen“. Die Amazonen waren aber unerschrockene Jägerinnen und Reiterinnen, sodass das Balancieren der Ziegen auf der Planke zu einer visuellen Parodie wird. Das menschliche Bild übernimmt nun vollständig: Die Ziegen sind jetzt „Personen“ und – weit davon entfernt „weiße Hufe“ zu haben – setzen sie „einen Fuß“ auf den Steg. Die Tatsache, dass die Ziegen gerade als Amazonen beschrieben wurden, war vermutlich eine satirische Anspielung auf eine der schillerndsten Persönlichkeiten am Hof, Mademoiselle de Montpensier, la Grande Mademoiselle. Sie war zusammen mit ihren beiden Freundinnen, der Herzogin von Longueville und der Herzogin von Chevreuse, als 'Amazone de la Fronde' bekannt. La Grande Mademoiselle verursachte bei der Hochzeit des Königs einen Skandal: Sie bestand darauf, auf der Hochzeit präsent zu sein, und als die Erlaubnis verweigert wurde, verkleidete sie sich als Bauernmädchen und kam trotzdem mit. Ihre hochmütigen Manieren verrieten sie bald.
Die nächste Passage enthält das einzige dokumentierte Bild im Gedicht: die bereits menschlichen Protagonisten werden zu Männern, zu den Königen Frankreichs und Spaniens. Das Treffen der zwei Ziegen auf einer Planke wird mit einer berühmten Zeremonie verglichen, die 1660 zwischen den beiden Königen stattfand. Das Treffen im Pavillon de la Conférence auf der Île des Faisans sollte die Ehe Ludwigs XIV. mit Maria Theresia, der Tochter von Philipp IV. bestätigen. Der Vergleich geschieht auf mehreren Ebenen: Die Vorsicht der beiden Tiere lässt den Fortschritt in seiner Langsamkeit stattlich erscheinen – die beiden Könige gingen mit einem ähnlich gemessenen Schritt voran, so dass keiner zuerst den Zeremonientisch erreichen sollte, um den Ehevertrag zu unterschreiben. Schließlich gibt es eine mögliche politische Dimension dieser Parallele. Obwohl die Beziehung zwischen Louis und Philip 1660 ziemlich herzlich war, verschlechterte sie sich um 1691. Als „Les deux Chevres“ zum ersten Mal erschien, standen sich die beiden Nationen im spanischen Erbfolgekrieg gegenüber. Der Grund, warum die Ziegen in dieser Fabel so langsam und vorsichtig vorrücken, ist, dass unter ihnen ein Bach fließt: ein falscher Schritt, und sie könnten hineinfallen. Dies ist einer von La Fontaines mehreren verdeckten Angriffen auf die aggressive Außenpolitik von Ludwig XIV.